# Клинок 47 ронинов
«Клинок 47 ронинов» (англ. Blade of the 47 Ronin) — фэнтезийный драматический боевик режиссёра Рона Юаня, сиквел фильма «47 ронинов» 2013 года.
Фильм вышел на платформе Netflix 25 октября 2022 года.

## Сюжет
Действие фильма происходит спустя 300 лет после событий первого фильма, в современной Японии, где самурайские кланы существуют в тайне.

## В ролях
- Анна Акана[англ.]
- Марк Дакаскос
- Тереза Тинг
- Майк Мо[англ.]
- Дастин Нгуен
- Ёси Сударсо
- Крис Пэнг

## Производство

### Разработка
В августе 2020 года было объявлено о разработке сиквела к фильму «47 ронинов».

### Съёмки
Съёмки фильма завершились в Будапеште в декабре 2021 года.

## Премьера
Фильм вышел 25 октября 2022 года на стриминговой платформе Netflix.